# Хамбар кая (Воденичарско)
Скалният масив наречен Хамбар кая се намира на 700 – 800 m северозападно от с. Воденичарско, в подножието на хълма, върху който се издига средновековната крепост Устра.

## Описание и особености
В югозападната част на скалният масив са изсечени две овално оформени помещения, разположени на 6.50 m една от друга.
Първото помещение разполага с отворено открито пространство, което представлява стъпаловидна площадка с широчина 2.60 m, която следва стесняване от 1 m към вътрешността. След още 1 m навътре, като при последните 0.20 cm това своеобразно предверие преминава във висока 1,80 m засводена в горната си част ниша, широка при долната си страна 1,32 m. Стените на тази своеобразна ниша не са отвесни, а са леко извити с наклон навътре. В своята ниска част това скално изсечено помещение е прорязано от нисък вход с ширина на нишата 1,32 m.
Второто скално-изсечено помещение се състои от дълго, открита и наведена навън площадка, предната част на която е широка 1.34 m. На около 0.90 cm по-навътре проходът, който води към овално-оформената вътрешност вече се стеснява с 0.20 cm. Оттук предверието се стеснява още, и след което се разширява отново до 1.36 m. Предверието е с обща дължина от 1.74 m. Отворът на входа към вътрешното овално помещение е висок около 1 m. То е дълго по централната си надлъжна ос 2,60 m.

## Датиране и интерпретация
По време на първите теренни проучвания в района през 1970-те години, скално-изсечените обекти при Хамбар кая са интерпретирани като тракийски гробници и са датирани в Желязна епоха на базата на обща интерпретация, но последните научни изследвания извършени на територията на Източните Родопи отнася всички подобни обекти към късната фаза на Халколита.
Край всички подобни обекти, които са широко разпространени в района на Източните Родопи, никога не са намирани кости или артефакти, които могат да дадат основание те да бъдат определени като „тракийски гробници“. Няма следи при направата им да са били ползвани железни инструменти. Доц. Стефанка Иванова подчертава, че морофометричните им белези са устойчиви и че според нея, може да се приеме, че съществува канон при изработката им. Най-интересно от научна гледна точка според нея е оформянето на рамките на входовете на подобни обекти, която обхваща главно арковидните им горни части. Тези обекти представляват малки модели на пещери и визуалното им въздействие се отличава от тези на древнотракийските гробни съоръжения.